# Cristian Tudor
Cristian Tudor (ur. 23 sierpnia 1982 w Bystrzycy, zm. 23 grudnia 2012 tamże) – rumuński piłkarz, grający na pozycji napastnika.

## Kariera piłkarska

### Kariera klubowa
W 2000 rozpoczął karierę zawodniczą w Szeriff Tyraspol, skąd razem z Serghei Dadu był wypożyczony do Ałanii Władykaukaz. Latem 2004 podpisał kontrakt z FK Moskwa, skąd po raz drugi został wypożyczony do Ałanii Władykaukaz. W 2008 podpisał nowy kontrakt z Ałaniją Władykaukaz.
Zmarł w szpitalu w Bystrzycy na marskość wątroby.